# Хоган, Джим
Джеймс Джозеф «Джим» Хоган (Криган-) (англ. James Joseph "Jim" Hogan (Cregan-); 28 мая 1933, Крум (Лимерик), Лимерик, Ирландское Свободное государство — 10 января 2015, Лимерик, Ирландия) — британский и ирландский легкоатлет, чемпион Европы (1966) на марафонской дистанции.

## Спортивная карьера
Родился в многодетной крестьянской семье, в которой росли девять детей. Уже в юности приобрел известность как бегун на местном и национальном уровнях Ирландии. В 1960 г., в возрасте 26 лет, переехал в Англию в поисках работы, здесь же изменил имя на Кригана Хогана, считая что это поможет ему с трудоустройством.
Дебютировал на международном уровне, представляя Ирландию в забеге на 10000 м на чемпионате Европы по легкой атлетике в Белграде (1962).
Его легкоатлетические выступления в Англии позволили спортсмену отобраться на летние Олимпийские игры в Токио (1964). где в результате напряженной борьбы с лидером — Абебе Бикилой он был вынужден сойти с дистанции на 36-м километре вследствие обезвоживания организма. Разочаровавшись в ирландской легкой атлетике, он решил продолжить выступления за сборную Великобритании и в её составе записал самую крупную победу в своей карьере, завоевав золотую медаль в марафоне на чемпионате Европы в Будапеште (1966). В том же году был вторым на марафоне Политехник.
На летних Олимпийских играх в Мехико (1968) спортсмен не смог в силу возраста и с учетом 2000-метровой высоты расположения стадиона достойно выступить в забеге на 10000 м, финишировав только 27-м из 32 участников.
Являлся рекордсменом мира в беге на 30 км по шоссе (1:32:25), а также европейским рекордсменом в помещении на дистанции три мили (13: 37.2).
По окончании легкоатлетической карьеры вернулся в родной Лимерик, где занялся разведением лошадей и работал конным инструктором.